# Pseudoacontias unicolor
Pseudoacontias unicolor är en ödleart som beskrevs av  Sakata och HIKIDA 2003. Pseudoacontias unicolor ingår i släktet Pseudoacontias och familjen skinkar. IUCN kategoriserar arten globalt som sårbar. Inga underarter finns listade i Catalogue of Life.